# Nati nel 1934/Giugno
| Questa pagina contiene informazioni ricavate automaticamente dalle voci biografiche con l'ausilio del template Bio e di un bot. L'aggiornamento è periodico e automatico e ricostruisce completamente la pagina. Se manca una persona in questa lista, sei pregato di non aggiungerla, ma accertati piuttosto che la sua voce biografica contenga il template Bio e che i dati anagrafici siano correttamente compilati. Se il template Bio manca, inseriscilo tu stesso o, in alternativa, metti l'avviso {{tmp\|Bio}} che ne segnala la mancanza. Se i dati riportati sono sbagliati, correggi direttamente la voce biografica; le modifiche saranno visibili in questa lista entro pochi giorni. Per chiarimenti vedi il progetto biografie. La lista contiene solo le 163 persone che sono citate nell'enciclopedia e per le quali è stato implementato correttamente il template Bio. Pagina aggiornata al 18 ago 2025. |

- 1º giugno - Pat Boone, cantante, attore e compositore statunitense
- 1º giugno - Lilli Greco, produttore discografico, compositore e musicista italiano († 2012)
- 1º giugno - Peter Masterson, attore, regista e produttore cinematografico statunitense († 2018)
- 1º giugno - Eddie Murphy, ex calciatore scozzese
- 1º giugno - Mariane Orlando, ex ballerina svedese
- 1º giugno - Benito Paolo Torsello, architetto italiano († 2018)
- 2 giugno - Karl-Heinz Feldkamp, ex calciatore e allenatore di calcio tedesco
- 2 giugno - Germano Mathias, cantante, compositore e attore brasiliano († 2023)
- 2 giugno - Bernardo Secchi, urbanista e economista italiano († 2014)
- 2 giugno - Robert Tessier, attore statunitense († 1990)
- 3 giugno - Adolf Christian, ciclista su strada austriaco († 1999)
- 3 giugno - Giuseppe Matarrese, vescovo cattolico italiano († 2020)
- 3 giugno - Adelchi Pillinini, generale italiano († 2016)
- 3 giugno - Grazia Maria Spina, attrice e doppiatrice italiana († 2025)
- 4 giugno - Monica Dacon, politica sanvincentina
- 4 giugno - Seamus Elliott, ciclista su strada irlandese († 1971)
- 4 giugno - Pierre Étienne Louis Eyt, cardinale e arcivescovo cattolico francese († 2001)
- 4 giugno - Nikola Kovačev, calciatore bulgaro († 2009)
- 4 giugno - Rina Mascetti, attrice italiana
- 4 giugno - Angelo Romano, politico italiano
- 5 giugno - Iskander Abdurachmanovič Chamraev, regista sovietico († 2009)
- 5 giugno - Vilhjálmur Einarsson, triplista islandese († 2019)
- 5 giugno - Antoine Faivre, storico delle religioni francese († 2021)
- 6 giugno - Alberto II del Belgio, sovrano belga
- 6 giugno - Sofia Boesch Gajano, storica italiana
- 6 giugno - Renato Cardillo, calciatore italiano († 2022)
- 6 giugno - Ezequiel Stefano Carrara Sutour, politico italiano († 2023)
- 6 giugno - Gilbert Cates, regista e produttore televisivo statunitense († 2011)
- 6 giugno - Dave MacLaren, allenatore di calcio e calciatore scozzese († 2016)
- 6 giugno - Taichi Yamada, scrittore e sceneggiatore giapponese († 2023)
- 7 giugno - Philippe Entremont, pianista e direttore d'orchestra francese
- 7 giugno - Vincenzo Ruggero Manca, militare e politico italiano
- 7 giugno - Peter Monteverdi, imprenditore e pilota automobilistico svizzero († 1998)
- 7 giugno - Alfredo Pastore, ex calciatore italiano
- 7 giugno - Wynn Stewart, cantante statunitense († 1985)
- 8 giugno - Edda Ferronao, attrice italiana († 1986)
- 8 giugno - Salvatore Gioia, tenore italiano († 1999)
- 8 giugno - Henri Leclerc, avvocato e attivista francese († 2024)
- 8 giugno - Jesús Renteria, calciatore spagnolo († 2021)
- 8 giugno - Ragnar Skanåker, ex tiratore a segno svedese
- 9 giugno - Josef du Jardin, ex cestista belga
- 9 giugno - Raffaele Farigu, politico italiano († 2018)
- 9 giugno - Helga Haase, pattinatrice di velocità su ghiaccio tedesca († 1989)
- 9 giugno - Juan Antonio López, ex calciatore spagnolo
- 9 giugno - Giorgio Malentacchi, politico italiano († 2024)
- 9 giugno - Millicent Martin, attrice e cantante inglese
- 9 giugno - Valbjörn Þorláksson, astista e multiplista islandese († 2009)
- 9 giugno - Jackie Wilson, cantante e ballerino statunitense († 1984)
- 10 giugno - Nicolò Bozzo, generale italiano († 2018)
- 10 giugno - Pepillo, calciatore spagnolo († 2003)
- 10 giugno - Alois Mock, politico austriaco († 2017)
- 10 giugno - Franco Moschini, imprenditore italiano († 2025)
- 11 giugno - Henri de Laborde de Monpezat, nobile francese († 2018)
- 11 giugno - Václav Syrový, sollevatore cecoslovacco († 2010)
- 11 giugno - Blagoja Vidinić, calciatore e allenatore di calcio jugoslavo († 2006)
- 12 giugno - John A. Alonzo, direttore della fotografia e regista statunitense († 2001)
- 12 giugno - Nicole Berger, attrice francese († 1967)
- 12 giugno - Edy Campagnoli, conduttrice televisiva e modella italiana († 1995)
- 12 giugno - Juan Castro, calciatore argentino († 1979)
- 12 giugno - Egon Kühebacher, linguista, storico e germanista italiano
- 13 giugno - Tito Ballarino, giurista italiano († 2014)
- 13 giugno - Bill Blakeley, allenatore di pallacanestro statunitense († 2010)
- 13 giugno - Shirley Bloomer, ex tennista britannica
- 13 giugno - Lucjan Brychczy, calciatore e allenatore di calcio polacco († 2024)
- 13 giugno - June Foulds-Paul, velocista britannica († 2020)
- 13 giugno - Leonard Kleinrock, informatico statunitense
- 13 giugno - Jim Morgan, cestista e allenatore di pallacanestro statunitense († 2019)
- 14 giugno - Peter O. Chotjewitz, scrittore, traduttore e avvocato tedesco († 2010)
- 14 giugno - Fortunato Libanori, pilota motociclistico e pilota motonautico italiano († 2006)
- 15 giugno - Guy Bedos, attore e umorista francese († 2020)
- 15 giugno - Hettie Jones, scrittrice, poetessa e editrice statunitense († 2024)
- 16 giugno - Eileen Atkins, attrice, drammaturga e sceneggiatrice britannica
- 16 giugno - Evy Berggren, ginnasta svedese († 2018)
- 16 giugno - Aurelio Cestari, ex ciclista su strada italiano
- 16 giugno - Bill Cobbs, attore statunitense († 2024)
- 16 giugno - Francisco Contreras, tennista messicano († 2022)
- 16 giugno - Yehuda Elkana, filosofo e docente israeliano († 2012)
- 16 giugno - Keisuke Fujikawa, scrittore e sceneggiatore giapponese
- 16 giugno - David Iñigo, calciatore argentino († 2005)
- 16 giugno - Pietro Maroso, allenatore di calcio, calciatore e dirigente sportivo italiano († 2012)
- 16 giugno - Sergio Salvati, direttore della fotografia italiano
- 16 giugno - William Sharpe, economista statunitense
- 17 giugno - Robbie Branscum, scrittrice statunitense († 1997)
- 17 giugno - Salim Rubayy' 'Ali, politico yemenita († 1978)
- 18 giugno - Fausto Amodei, cantautore e ex politico italiano
- 18 giugno - Roberto Barontini, politico italiano († 2022)
- 18 giugno - Vadim Derbenёv, regista sovietico († 2016)
- 18 giugno - George Hearn, attore e baritono statunitense
- 18 giugno - Silvano Miniati, sindacalista e politico italiano († 2016)
- 18 giugno - Walter Nones, circense e direttore artistico italiano († 2016)
- 18 giugno - Barack Obama, economista keniota († 1982)
- 18 giugno - Mitsuteru Yokoyama, fumettista giapponese († 2004)
- 19 giugno - Lojzka Bratuž, slavista e saggista slovena († 2019)
- 19 giugno - Herbert Kleber, psichiatra statunitense († 2018)
- 19 giugno - Gérard Latortue, politico, diplomatico e funzionario haitiano († 2023)
- 19 giugno - Brian London, pugile britannico († 2021)
- 19 giugno - Francisco Rabat, cestista e politico filippino († 2008)
- 19 giugno - Désiré Rakotoarijaona, politico e militare malgascio
- 20 giugno - Sergio Balanzino, diplomatico italiano († 2018)
- 20 giugno - Giulio Bonafin, calciatore italiano († 2006)
- 20 giugno - Wendy Craig, attrice britannica
- 20 giugno - Heinz Edelmann, illustratore e designer tedesco († 2009)
- 20 giugno - Keith Hopkins, storico e sociologo britannico († 2004)
- 20 giugno - Graham Leggat, giornalista, allenatore di calcio e calciatore scozzese († 2015)
- 20 giugno - Mirko Pavinato, calciatore e allenatore di calcio italiano († 2021)
- 20 giugno - Rossana Podestà, attrice italiana († 2013)
- 20 giugno - Eduardo del Río, disegnatore e scrittore messicano († 2017)
- 20 giugno - Robert Siatka, ex calciatore francese
- 20 giugno - José Villegas, calciatore e allenatore di calcio messicano († 2021)
- 20 giugno - Jurij Iosifovič Vizbor, attore e chitarrista sovietico († 1984)
- 21 giugno - Luigi Albertelli, paroliere e autore televisivo italiano († 2021)
- 21 giugno - Terrence Evans, attore statunitense († 2015)
- 21 giugno - Ken Matthews, marciatore britannico († 2019)
- 21 giugno - Frank Nervik, calciatore norvegese († 2020)
- 21 giugno - Giorgio Tinazzi, calciatore italiano († 2016)
- 22 giugno - James Bjorken, fisico statunitense († 2024)
- 22 giugno - Ricardo Pegnotti, calciatore argentino († 2015)
- 22 giugno - Francesco Tommasiello, vescovo cattolico italiano († 2005)
- 23 giugno - Héctor De Bourgoing, calciatore argentino († 1993)
- 23 giugno - Gianni Sanjust, clarinettista, paroliere e produttore discografico italiano († 2020)
- 23 giugno - Larry Tucker, scrittore, produttore cinematografico e attore statunitense († 2001)
- 24 giugno - Tom Bridger, pilota automobilistico britannico († 1991)
- 24 giugno - Maria Carta, cantautrice, attrice e politica italiana († 1994)
- 24 giugno - Gloria Christian, cantante italiana
- 24 giugno - Dumitru Mazilu, politico e diplomatico rumeno
- 24 giugno - Dolores Puthod, pittrice e scenografa italiana
- 25 giugno - Dino Basili, giornalista, scrittore e aforista italiano
- 25 giugno - Paolo Ceccarelli, urbanista italiano
- 25 giugno - Anna Jalsoviczky, cestista ungherese († 2012)
- 25 giugno - Hugo Natteri, calciatore peruviano († 2000)
- 26 giugno - Giuseppe Barbaglio, presbitero, teologo e biblista italiano († 2007)
- 26 giugno - Adriano Cavicchi, musicologo e giornalista italiano († 2024)
- 26 giugno - Angela Cavo, attrice italiana († 2024)
- 26 giugno - Ñeca Escobar, cestista paraguaiana († 2020)
- 26 giugno - Maxime Fulgenzy, ex calciatore francese
- 26 giugno - Tōru Gotō, ex nuotatore giapponese
- 26 giugno - Dave Grusin, compositore e pianista statunitense
- 26 giugno - Anatolij Vasil'evič Ivanov, percussionista, compositore e direttore d'orchestra russo († 2012)
- 26 giugno - Leone Magiera, pianista e direttore d'orchestra italiano
- 26 giugno - Dominique Rustichelli, calciatore francese († 1979)
- 26 giugno - Josef Sommer, attore tedesco
- 27 giugno - Alessandro Anselmi, architetto italiano († 2013)
- 27 giugno - Alberto Bevilacqua, scrittore, poeta e regista italiano († 2013)
- 27 giugno - Guido Campodonico, architetto e urbanista italiano († 2023)
- 27 giugno - Enrico Serra, politico italiano († 2017)
- 28 giugno - Michael Artin, matematico statunitense
- 28 giugno - Carl Levin, politico statunitense († 2021)
- 28 giugno - Jordi Parra, ex cestista spagnolo
- 28 giugno - Alfred Pyka, calciatore tedesco († 2012)
- 28 giugno - Georges Wolinski, fumettista francese († 2015)
- 29 giugno - Corey Allen, regista, attore e scrittore statunitense († 2010)
- 29 giugno - Gabriel Bermúdez Castillo, autore di fantascienza spagnolo († 2019)
- 29 giugno - Bob Burrow, cestista statunitense († 2019)
- 29 giugno - Hans R. Camenzind, ingegnere e progettista svizzero († 2012)
- 29 giugno - Merlyn Hans Dethlefsen, militare e aviatore statunitense († 1987)
- 29 giugno - Susan George, politologa e attivista statunitense
- 29 giugno - Henning Kronstam, ballerino e direttore artistico danese († 1995)
- 29 giugno - Giuseppe Vavassori, calciatore e allenatore di calcio italiano († 1983)
- 29 giugno - Pierluigi Zeno, calciatore italiano († 2016)
- 30 giugno - Aleksandra Kapałczyńska, cestista polacca († 1997)
- 30 giugno - Vladimír Lodr, cestista e allenatore di pallacanestro cecoslovacco († 1973)
- 30 giugno - Ted Ross, attore e cantante statunitense († 2002)
- 30 giugno - Ildegarda Taffra, fondista italiana († 2020)